# Christian Martyn (actor)
Christian Martyn (Canadá; 23 de febrero del 2000) es un actor canadiense, conocido por su papel protagónico como Finn en Home Alone: The Holiday Heist. También por su aparición en la serie Anne with an E (Netflix) como Billy Andrews.

## Inicios de su carrera
Comenzó en el mundo de la actuación desde muy joven cuando estaba en la escuela, luego tomó clases de actuación en Los Ángeles en el año 2009 en donde se ganó el premio a mejor actor infantil del año, dándole paso para poder audicionar en la película The Snowmen con el papel de Lucas Lamb, que se estrenó en el año 2010. 

## Filmografía
| Año  | Película                      | Personaje           |
| ---- | ----------------------------- | ------------------- |
| 2010 | The Snowmen                   | Lucas Lamb          |
| 2011 | Citizen Gangster              | Billy Boyd          |
| 2011 | Exit Humanity                 | Adam Young          |
| 2011 | John A: Birth of a Country    | Hugh John Macdonald |
| 2012 | Home Alone: The Holiday Heist | Finn Baxter         |
| 2013 | Be my Valentine               | Tyler               |
| 2013 | Breakout                      | Mikey Damson        |
| 2013 | Bar None                      | Trevor Clark        |
| 2014 | The Christmas Parade          | Zach                |
| 2017 | Anne with an E                | Billy Andrews       |